# Robert Bodley
Pour les articles homonymes, voir Bodley.
Robert Bodley, né le 31 juillet 1878 au Cap et mort le 6 novembre 1956 à Port Shepstone, est un tireur sportif sud-africain.

## Carrière
Robert Bodley participe aux épreuves de tir des Jeux olympiques de 1912 à Stockholm et des Jeux olympiques de 1920 à Anvers. Lors de ces derniers Jeux, il est médaillé d'argent en carabine d'ordonnance couché à 600 m par équipes.